# Ylva Eggehorn
Ylva Elisabet Eggehorn, född Nilsson 6 mars 1950 i Brännkyrka församling i Stockholm, är en svensk författare och poet.

## Biografi

### Bakgrund
Ylva Eggehorn är dotter till Bengt Nilsson, biträdande museichef vid Tekniska museet i Stockholm, och Karin, född Fredriksson. Hon växte upp i Älvsjö och avlade studentexamen på Stockholms musikgymnasium 1968 varefter hon studerat litteraturhistoria och teologi på universitetet i Stockholm.
År 1968 gifte hon sig med folkhögskolläraren Georg Eggehorn (född 1941), son till ingenjören Henry Eggehorn och Naemi, född Wallén. De har två barn. Med sin man köpte hon år 1972 Hannagården i Sorunda distrikt på Södertörn,  som blev ett centrum för Jesusrörelsen i Stockholmstrakten. Där leder hon numera (2010) skrivarhelger och arrangerar kulturprogram och retreater.

### Författarskap

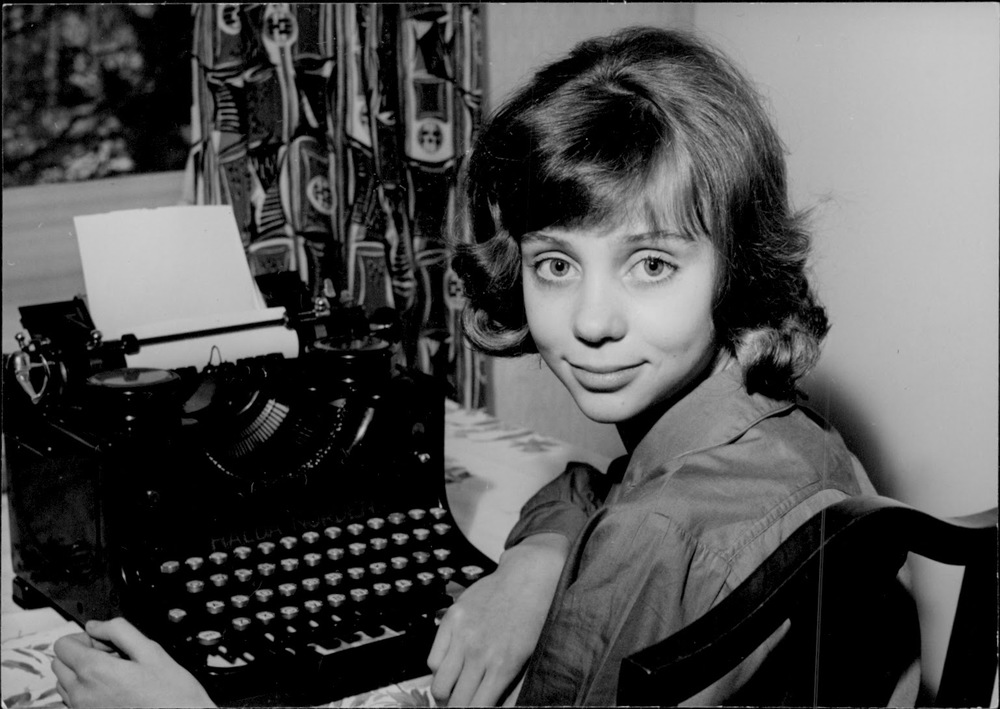
Ylva Nilsson vid debuten 1963.

Ylva Eggehorn debuterade under namnet Ylva Nilsson redan då hon var i yngre tonåren 1963 med diktsamlingen Havsbarn på Bonniers förlag. Sedan dess har hon varit verksam som skönlitterär författare med ett 40-tal utgivna böcker i olika genrer – lyrik, romaner, noveller, fackböcker, översättningar, barnböcker och läromedel. Hon har skrivit drygt tio pjäser och musikdramatiska verk. Hennes böcker är översatta till tyska, finska, norska, danska, engelska och holländska. 
I början av 1970-talet kom hennes genombrott som lyriker med de starkt andligt präglade samlingarna Ska vi dela och Jesus älskar dig, utgivna på Bonniers förlag. Hennes senaste diktsamling publicerades 2001, En karusell med madonnor.
1994 skrev Ylva Eggehorn sin första roman, Kvarteret Radiomottagaren, delvis självbiografisk, om ett barn som växer upp i Sverige under folkhemsåren på 1950-talet. Den följdes av Liljekonvaljekungen, som berättar om barnet och samtiden fram till år 1962. Romanen En av dessa timmar 1996 handlar om en slavpojke som på 1700-talet "importeras" till det gustavianska hovet. Dessutom har Eggehorn skrivit en roman om den kvinna Augustinus försköt, Duvan och Lejonet. 
Andra genrer är berättande fackböcker om den tyske motståndsmannen Dietrich Bonhoeffer och en samtida judisk kvinna i Amsterdam, Etty Hillesum, med titeln Att ta ansvar för Gud, samt översatta kärleksbrev i urval mellan Bonhoeffer och fästmön Maria von Wedemayer. Det levande havet i samarbete med fotografen Bengt af Geijerstam skildrar livet mot alla odds på ett litet skär i Östersjön. 
Eggehorn har också skrivit böcker som berör berättelsernas kraft och betydelse för vår livstolkningsförmåga, utgivna på Libris förlag. Älska tappert är en essäbok om kultur, samtid och livsfrågor (Artos förlag). 
2003 var hon gästprofessor på Bethany College i Kansas och undervisade i creative writing.
2020 valde ärkebiskop Antje Jackelén ut Ylva Eggehorn till att skriva den åttonde boken i serien Ärkebiskopens fastebok, vilken fick titeln Rötter och krona: en fastevandring under träden. 

### Journalistik
Under åren 1971–1985 var hon journalist på tidningen Dagen och 1973–79 krönikör i tidningen Expressen. Hon har arbetat med kulturjournalistik på Moderna Tider, Månadsjournalen, Arbetaren, DN och skrivit återkommande i tidskrifter som Svenska Journalen, Trots Allt, NOD, Strek och Pilgrim. Ylva Eggehorn har också föreläst, främst i Skandinavien, i 40 års tid. 
Hon var 1998–2000 redaktör för tidskriften Vår Lösen, tillsammans med författaren Lars Andersson. Hon har även varit stilistisk expert i Bibelkommissionen, andre vice ordförande i Sveriges Författarförbund samt ledamot av styrelsen för Dramatiska Institutet.

### Sångtexter och psalmer
Ylva Eggehorn samarbetar gärna med musiker.  Hon har skrivit sångtexter och mer än 20 psalmer som är representerade i den svenska psalmboken, bland annat den ofta sjungna "Var inte rädd" samt "Innan gryningen" och "Kärlekens tid" med musik av Benny Andersson. 
Även andra tonsättare har satt musik till hennes texter, däribland Georg Riedel och Fredrik Sixten. Flera av hennes sånger och översättningar av andras sånger i Psalmer i 2000-talet är gjorda tillsammans med dottern Elisabet Eggehorn.

## Priser och utmärkelser
Eggehorn har fått ett 20-tal litterära utmärkelser. Bland dessa ingår
- 1971 – Deverthska kulturstiftelsens stipendium
- 1972 – Albert Bonniers stipendiefond för yngre och nyare författare
- 1981 – Sigtunastiftelsens författarstipendium
- 1993 – Sigtunastiftelsens författarstipendium
- 1998 – Karl Vennbergs pris[10]
- 1999 – Medaljen Litteris et Artibus[11]
- 1999 – Stefansmedaljen
- 2000 – Gustaf Fröding-sällskapets lyrikpris[12]
- 2001 – Stipendium ur Lena Vendelfelts minnesfond (delas ut av Svenska Akademien)[13]
- 2001 – Karin Boyes litterära pris
- 2001 – Evert Taube-stipendiet[14]
- 2001 – Wallinpriset
- 2004 – C S Lewis-priset (Utdrag ur juryns motivering: "Hennes psalmtexter har gett henne en plats i svenska folkets hjärtan, men vad hon än skriver – lyrik, romaner, krönikor, biografier – visar hon precis som C.S. Lewis att trons hemliga tecken också kan hittas i vardagen".)
- 2006 – Ferlinpriset
- 2010 - Silverkeruben (vid Svenska Kyrkans teologifestival)[15]
- 2013 – Årets Strängnässtiftare[16]
- 2015 - Doblougska priset[17]
- 2020 - Anders Nygrenpriset[18]

### Psalmer och sånger
- Det går genom världen en virvlande dans (Dansen kring guldkalven) översatt, Psalmer i 2000-talet nr 836.
- Det är morgon. 1969 (Herren Lever 1977 nr 883, Psalmer och sånger nr  537) (Musik av Torgny Erséus 1977)
- Gråt inte mer Maria. 1970. (Herren Lever 1977 nr 871,  1986 års psalmbok nr 463) (Musik av Daniel Helldén 1972)
- Mitt i en värld av mörker. 1986 års psalmbok, Psalmer och sånger, Frälsningsarméns sångbok nr 264 (Musik av Lars Moberg)
- Om vår värld tar slut i morgon (En psalm om att inte ge upp). Översatt, Psalmer i 2000-talet nr 873.
- Saknadens rum (Musik av Benny Andersson) (Inspelad på CD:n BAO! Benny Anderssons Orkester)
- Var inte rädd. 1972 (Herren Lever 1977 nr 937, 1986 års psalmbok, Psalmer och sånger, Frälsningsarméns sångbok nr 256) (Musik av Lars Moberg 1974)
- Vem låter solen lysa fritt (En psalm om en orättvis Gud – tack). Översatt, Psalmer i 2000-talet nr 807. Musik av Fredrik Sixten

- Den svenska psalmboken 1986
  - 256 Var inte rädd
  - 264 Mitt i en värld av mörker
  - 463 Gråt inte mer, Maria

- Psalmer i 90-talet
  - 843 Barn och stjärnor
  - 850 Han är hos er
  - 856 Här är världen se den vakna (Musik av Sven-Erik Bäck)
  - 867 Gud mäter sin styrka
  - 870 Gud, du andas genom allt
  - 880 Som bonden tar ett fång
  - 900 När livet inte blir som vi har tänkt oss

- Verbums psalmbokstillägg (2003)
  - 717 Innan gryningen  (Så kom du då till sist) (Musik av Benny Andersson)
  - 744 Barn och stjärnor
  - 770 Som bonden tar ett fång. Musik av Fredrik Sixten.
  - 779 När livet inte blir som vi har tänkt oss

- Psalmer i 2000-talet
  - 807 En psalm om en orättvis Gud - tack
  - 812 Nu lyser tusen glädjebloss
  - 836 a Dansen kring guldkalven
  - 836 b Dansen kring guldkalven
  - 838 Tyng inte jorden
  - 846 Väglöst är landet
  - 851 Kärlekens tid (Musik av Benny Andersson) (Inspelad på CD:n BAO! Benny Anderssons Orkester)
  - 852 Jag dansar en morgon
  - 856 Tänd ljus
  - 857 En enda vind
  - 861 Julvisa
  - 863 Kvinnan som smorde Jesus
  - 864 Så böjde den dödsdömde nacken
  - 865 Jesus berövas sina kläder
  - 871 Hur är det att möta den uppståndne mästarn
  - 873 En psalm om att inte ge upp
  - 907 Människa, ditt liv är stort
  - 937 Han är hos er
  - 939 Här är världen, se den vakna
  - 947 Gud, du andas genom allt. 1991. Musik av Fredrik Sixten.

## Musik och dramatik
- Ett svenskt juloratorium 2009, koraltexter, musik av Fredrik Sixten
- Villigt kommer ditt folk  Frälsningsarméns sångbok nr 869
- Cartesius, sonett om René Descartes
- Maria gick genom törneskog, oratorium 1986, musik Uno Sandén
- Emmausmässan samt Oratorium 1988 och 1995, Sven-Erik Bäck
- Vägen hem, musikal 1993, musik Anders Neglin
- Kärlekens fyra ansikten, sånger till symfoni av Sven-David Sandström
- Silhouett, Tre texter till Lars Gullin, prod Gunnel Mauritzon 1996
- Barn och stjärnor, musikberättelse, musik Georg Riedel
- Rebecka, musikal 2005, musik Jonas Franke-Blom, regi Catarina Gnosspelius
- Döp mig med din längtan – sånger med text av Ylva Eggehorn, CD utgiven på Merlo Music (Linny Musik) 2004, artist Sara Lindvall Nyberg
- Polhems Huvudwerk, musikal om Christopher Polhem 2011, musik av Per Rosenius
- Hjärtats nycklar, operalibretto efter Martin Lönnebos bok, 2014, musik Peter Bruun, regi Patrik Sjöberg
- Josefs löfte, rockmusikal 2014, musik Per Rosenius, regi Andreas Boonstra
- Den ljufva tiden, musikteater för Stadra sommarscen 2006, musik Anders Ortman, regi Owe Thörnqvist
- Objudna gäster, musikteater för Stadra sommarscen 2007, regi Marika Lagercrantz
- Kungens komediant, musikteater för Stadra sommarscen 2008, efter Agneta Pleijels roman, regi Marika Lagercrantz
- Näktergalen, musikal för Växjö regionteater, musik Anders Ortman, regi Marika Lagercrantz
- Give me my song, sista spåret på cd:n Homeward Bound med Bryn Terfel o Sissel Kyrkjebø 2013, musik Benny Andersson, på CD:n BAO!
- Saknadens rum och Kärlekens tid, musik Benny Andersson, på CD:n BAO!
- Matteuspassionens koraler tolkade till svenska 2016
- Katarina och Martin - en passion - kyrkomusikaliskt drama om Luthers hustru 2017
- Hjalmar och Vår Herre,  pjäs för Stadra teater 2019
- Det kom så mycket emellan. Monolog för garderob, Stadra Teater 2020